# Eyes Shut
Eyes Shut è un singolo del gruppo musicale britannico Years & Years, pubblicato nel 2015 ed estratto dall'album di debutto Communion.

## Tracce
Download digitale – Remixes
1. Eyes Shut (Honne Remix) – 3:48
2. Eyes Shut (Sam Feldt Remix) – 5:06
3. Eyes Shut (Tei Shi Remix) – 3:01
4. Eyes Shut (Danny Dove Remix) – 2:51